# Гарига
Гарига (на френски: garigue) е растителна формация в средиземноморските области с господство на ниски и вечнозелени храсти или палми джуджета (палмито). Гаригата може да бъде природна или възникнала в резултат от пашата на добитъка. Преобладаващите растения са полухрасти, луковични и други многогодишни треви. Най-обширни площи заемат две основни формации:
- Гарига с господство на дъба пърнар (Quercus coccifera), достигащ височина до 0,5 m, като тази формация заема обширни пространства в Южна Франция и на Пиренейския, Апенинския и Балканския полуострови.
- Палмова гарига с господство на единствената диворастяща палма в Европа – палмито (Chamaerops humilis), стволът на която образува коронка с височина до няколко сантиметра (много рядко височината ѝ достига 2 m). Сред палмитото растат асфодел, мирта, шамфъстък, млечка, аспарагус. Палмитовата гарига е разпространена в Южна Испания, на Балеарските острови, в Алжир и Мароко, а на изток достига до западните части на остров Сицилия.

Ако гаригата се подложи на интензивна паша, тя може да се превърна във фригана.